# Дон Мак-Юен
Дон Мак-Юен, до шлюбу Аскін (англ. Dawn McEwen; Askin; нар. 3 липня 1980, Оттава, Канада) — канадська керлінгістка. Чемпіонка зимових Олімпійських ігор 2014 року у команді з Кейтлін Лоуз, Джилл Оффісер, Дженніфер Джонс, Кірстен Волл.